# El Garruñal
El Garruñal är en ort i Mexiko.   Den ligger i kommunen Huimilpan och delstaten Querétaro Arteaga, i den centrala delen av landet, 170 km nordväst om huvudstaden Mexico City. El Garruñal ligger 2 005 meter över havet och antalet invånare är 203.
Terrängen runt El Garruñal är huvudsakligen kuperad, men åt sydväst är den platt. Runt El Garruñal är det ganska tätbefolkat, med 179 invånare per kvadratkilometer. Närmaste större samhälle är Santiago de Querétaro, 13,5 km norr om El Garruñal. I omgivningarna runt El Garruñal växer huvudsakligen savannskog.